# ARISSat-1
ARISSat-1 oder Kedr (russisch кедр für Zeder nach Juri Gagarins Rufzeichen während der Wostok-1-Mission) war ein russischer Amateurfunksatellit im Rahmen des ARISS-Projekts.
Ursprünglich sollte der Satellit die Bezeichnung Radioskaf 2 erhalten, da er ähnlich wie das Vorgängerprojekt Radioskaf (SuitSat) mit einem ausgedienten Raumanzug integriert werden sollte. Im Laufe der Entwicklung erhielt der Satellit aber eine eigenständige Struktur mit Solarzellen.

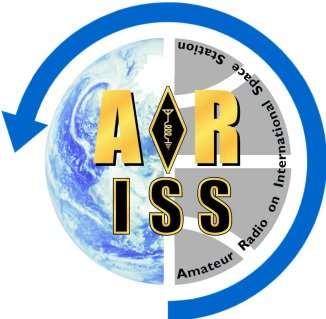
ARISS-Logo

ARISSat-1 enthielt einen Lineartransponder zur Zweiwegkommunikation, Sprach-, SSTV-, Telegrafie- und Datendownlinks sowie ein Experiment der Technischen Universität Kursk. Dem Satelliten wurde das russische Rufzeichen RS01S zugeteilt.
Der Satellit wurde am 28. Januar 2011 mit einem Progress-Transporter zur Raumstation ISS gebracht. Am 3. August 2011 wurde er dort bei einem Außenbordeinsatz vom russischen Kosmonauten Sergei Wolkow freigesetzt. Das Aussetzen hatte sich zuerst verzögert, weil es Probleme mit einer der beiden Antennen gab. Am 4. Januar 2012 trat der Satellit in die Erdatmosphäre ein und verglühte.
Als Subsatellit der ISS trug der Satellit eine davon abgeleitete COSPAR-Bezeichnung 1998-067CK, die einen Start im Jahr 1998 nahelegt, obwohl ARISSat-1 erst 2011 dorthin transportiert wurde. Zusätzlich wurde der Satellit auch unter der NSSDC-ID 2011-004C katalogisiert, die ihn als Nutzlast eines Starts im Jahr 2011 ausweist.